# Virginia and Truckee Railroad

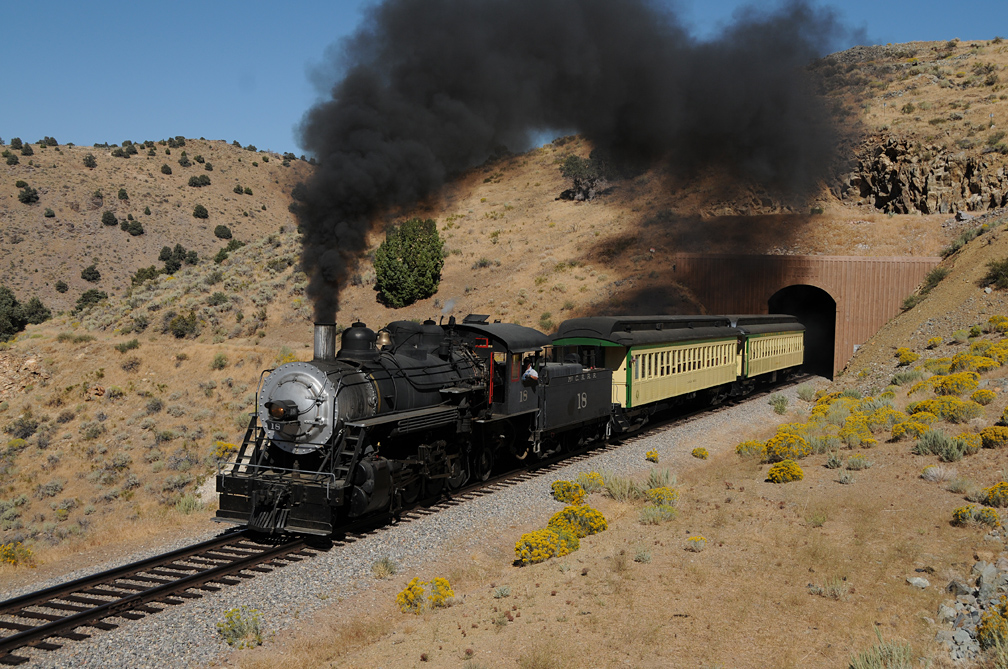
Locomotora No. 18, Baldwin 2-8-2 construida en octubre de 1914. Foto en el Túnel #4, 2011

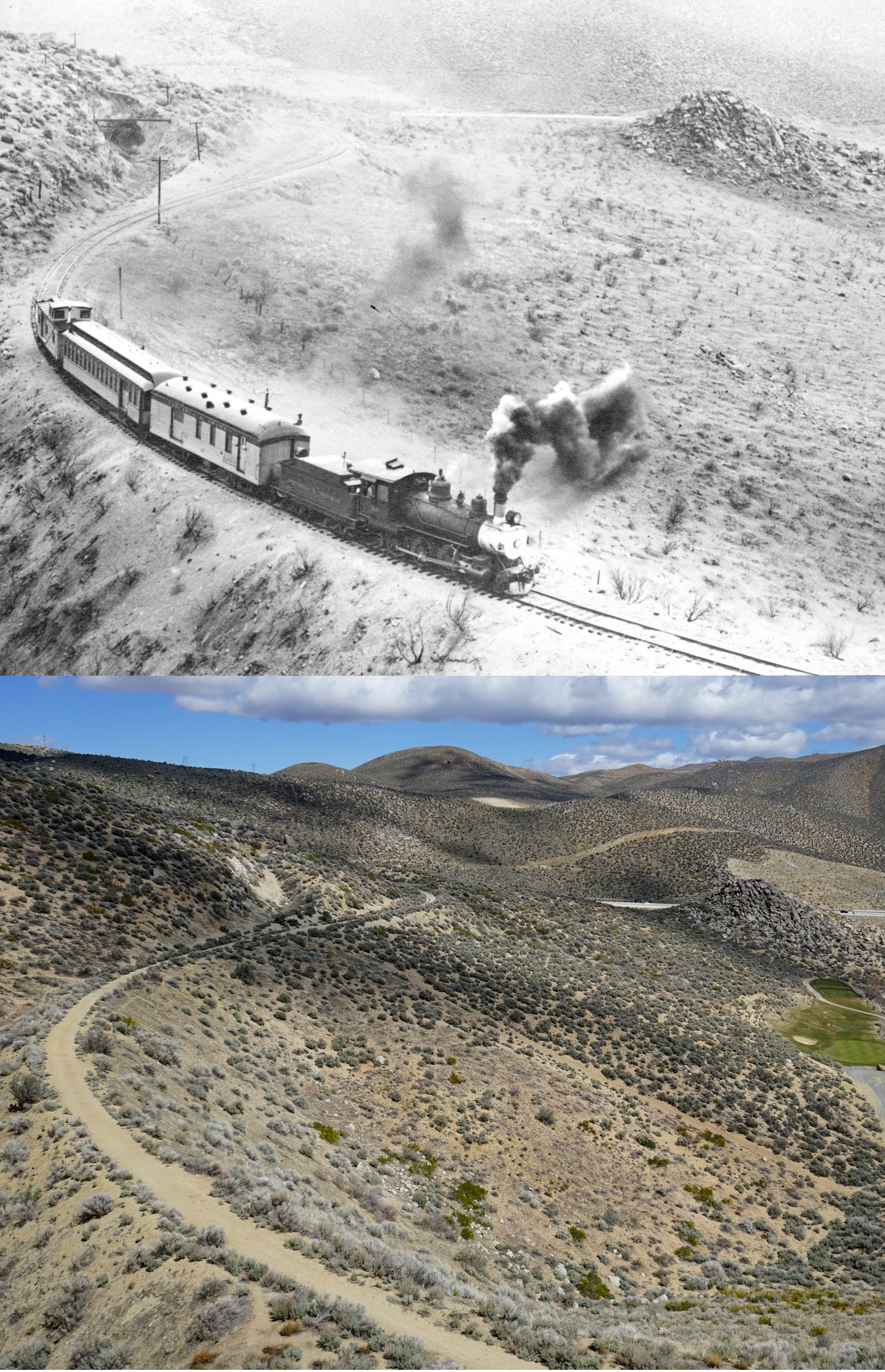
Tren de la V&T junto al Túnel #1, hacia 1940 y en 2014. Nótese en ambas fotografías el desvío respecto al trazado original del ferrocarril para evitar el viejo túnel colapsado

El Virginia and Truckee Railroad (V&T) es un tren histórico estadounidense de propiedad privada, con sede en Virginia City, Nevada. Su recorrido en la actualidad, de carácter turístico, es de 14,1 millas (22,7 kilómetros). 
La compañía es propietaria y utiliza la marca "Queen of short lines" (Reina de las líneas cortas). Opera hasta siete trenes por día, muchos de ellos con tracción de vapor remolcados por la locomotora #29, una consolidada 2-8-0, o bien por una máquina diésel de 80 toneladas GE, comprada al Ejército de Estados Unidos. Partiendo de la ciudad de Virginia, circula en las fechas comprendidas entre el Día de los Caídos y finales del mes de octubre de cada año.
Cuando se construyó en el siglo XIX, fue un ferrocarril de carga comercial concebido originalmente para servir a las comunidades mineras de la veta Comstock, en el noroeste de Nevada. En su época de máxima actividad, la ruta del ferrocarril se extendía desde Reno en dirección sur hasta la capital del estado, Carson City, donde la línea principal se dividía en dos ramales. Uno de ellos continuaba hacia el sur hasta Minden, mientras que el otro se dirigía hacia el este hasta alcanzar Virginia City. La sección entre Virginia City y Carson City fue la primera en entrar en servicio en 1869 para transportar mineral, madera y suministros para las famosas minas de plata de la veta Comstock.
El ferrocarril fue abandonado en 1950 después de años de disminución de sus ingresos. Gran parte de la infraestructura ferroviaria se desguazó y se vendió, junto con las locomotoras y vagones restantes. En la década de 1970, con el interés público en los ferrocarriles históricos en aumento, algunas de las antiguas líneas fueron reconstruidas por inversores privados, con miras a ser reabiertas.
La Comisión Pública de Nevada para la Reconstrucción del Ferrocarril V&T ha rehabilitado la línea de Gold Hill (conexión con el actual ferrocarril V&T) a Carson City, que operó el primer tren de la línea en 68 años, el 14 de agosto de 2009. La Comisión adquirió una locomotora de vapor Mikado de 1914 (de nombre The McCloud n. 18), que había sido utilizada por el ferrocarril Sierra, desde Oakdale, California, en trenes especiales para almuerzos y cenas. Cuando la número 18 llegó a su nuevo destino, se descubrieron problemas en la caldera y la locomotora debió esperar a ser reparada en los talleres de la "Virginia and Truckee" en la ciudad de Virginia. Posteriormente se llevó a Hollywood para la filmación de la película Water for Elephants. Tras su regreso, realizó su primer recorrido el 24 de julio de 2010.
Los coches y las locomotoras originales del ferrocarril se exhiben en cuatro lugares distintos: el Nevada State Railroad Museum de Carson City; el Comstock History Center en la calle C Street de Virginia City; el California State Railroad Museum de Sacramento; y el Railroad Museum of Pennsylvania, en Strasburg.
Para ascender el desnivel hasta la ciudad de Virginia, fue necesario construir un enorme puente de caballetes a base de un entramado de madera, el Crown Point Trestle. La mitología popular de Nevada dice que fue considerado como una hazaña de ingeniería tal, que aparece en el escudo del estado de Nevada. Este mito es mencionado por Lucius Beebe.
Sin embargo, el ex archivero del estado de Nevada, Guy Rocha, desacredita este mito en la página del Mito del mes del Estado, señalando que el sello del estado es anterior al puente de caballetes de Crown Point, y muestra un viaducto con las pilas rectas, y no el entramado característico de los apoyos de un puente de caballetes.

## Historia

### Comstock Lode

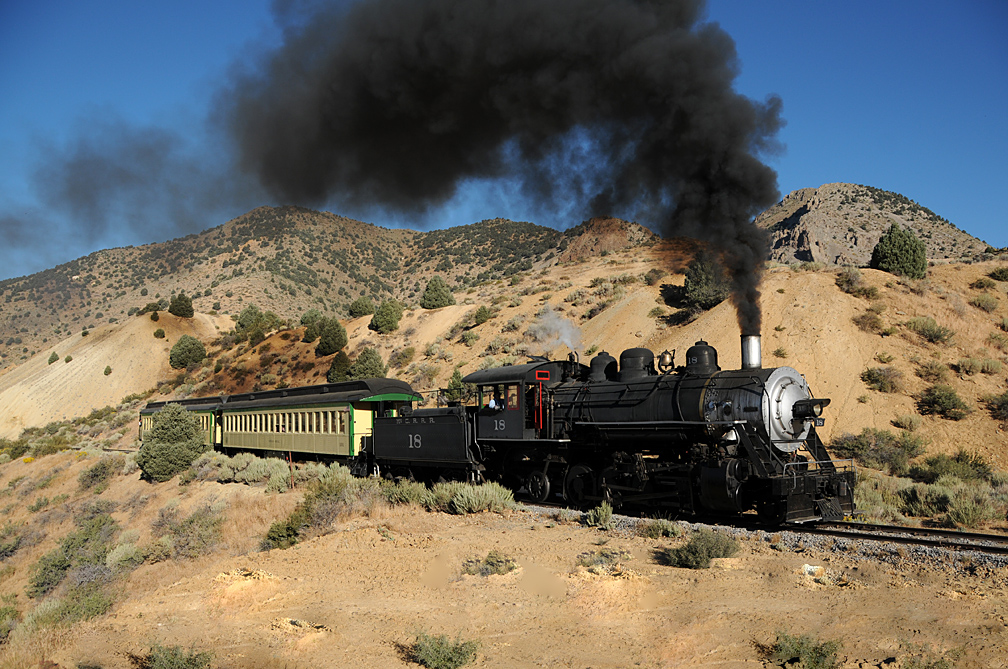
El ferrocarril V&T restaurado

Una caravana de mormones descubrió oro en Nevada (entonces el oeste de Territorio de Utah) en la primavera de 1850, cuando se dirigían a California atraídos por la fiebre del oro. Estos primeros viajeros solo se quedaron en Nevada hasta que pudieron cruzar las Sierras. Sin embargo, en 1858, los buscadores de oro empezaron a acampar permanentemente en el área alrededor de lo que ahora es Virginia City.: 12  En 1859, se encontró oro en afloramientos en las colinas y cañones a las afueras de lo que hoy es la ciudad de Virginia. Entre el mineral de oro en estos afloramientos se encontraban trozos azulados de mineral de plata, que obstruían las cribas de los buscadores. Inicialmente, se pasaron por alto a favor del oro, pero luego se descubrió que eran una mena bastante valiosa.: 12  Esta fue la primera plata de lo que se llamó la veta Comstock.
Aparecieron numerosos molinos para procesar el mineral de Comstock Lode en el río Carson, desde Dayton a Brunswick y hacia el Eagle Valley (Carson City). Las bajas tasas de interés incitaron a los propietarios de las minas y de los molinos a financiar sus inversiones a través de entidades bancarias. Muchas de estas fábricas y algunas minas se construyeron con préstamos del Bank of California, cuyo agente en Nevada, William Sharon, ejecutaría las hipotecas de las minas o fábricas cuando sus propietarios incumplieran con los pagos. Gradualmente, el banco tomó posesión de muchas instalaciones importantes de extracción y procesamiento de minerales.: 136  Sharon, junto con sus socios comerciales Darius Ogden Mills y William Ralston,: 8  formaron la empresa Union Mill & Mining Company, propiedad del banco, para procesar el mineral de los molinos que habían sido excluidos del negocio.: 12 : 136 
Inicialmente, la veta Comstock fue una bendición para el área de Virginia City, ya que la ciudad creció hasta contar con más de 25.000 habitantes en su apogeo, y estuvo entre las ciudades más grandes y más ricas del oeste.: 12  Sin embargo, desde el principio, los costos de transporte del mineral de Comstock a los molinos desde los puntos de la veta (e igualmente, la vuelta con madera para entibar las galerías): 136  se hizo tan grande, que muchas minas se cerraron y solo los minerales de mayor calidad de las minas que permanecieron abiertas compensaban el costo del transporte.: 13  Al controlar las minas y los molinos con sus socios, Sharon se dio cuenta de que una forma barata de transporte entre las minas, los molinos y las ciudades, permitiría que las entidades bancarias fueran más rentables.: 136 

### Primeros años

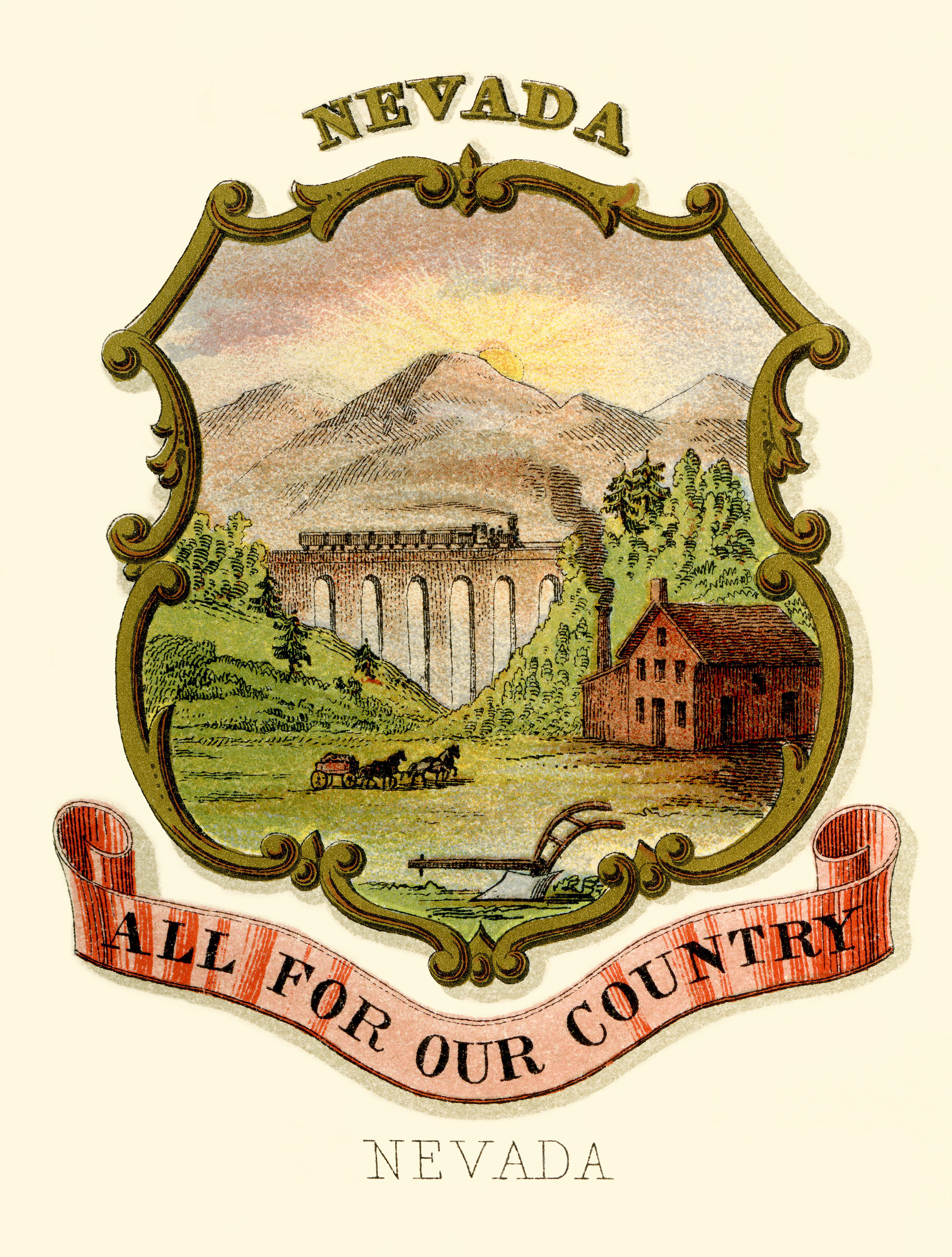
Escudo de Nevada, en el que figura un viaducto. Una opinión equivocada muy extendida afirma que es el puente de caballetes de Crown Point

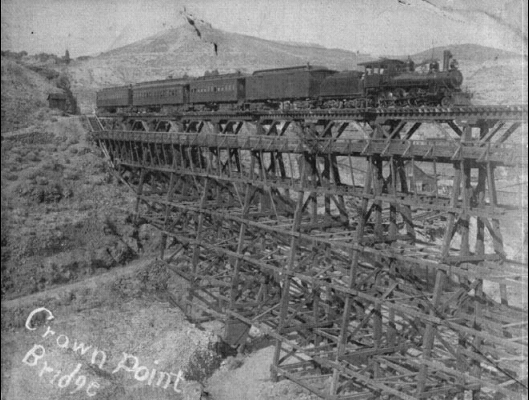
El puente de caballetes de Crown Point Trestle

Había muchas propuestas a partir de 1861 para que los ferrocarriles dieran servicio al área y redujeran los costos del transporte. Finalmente, Sharon (con la aportación de 500.000 dólares en bonos del condado para promover el proyecto), ideó un ferrocarril para cubrir el recorrido desde Virginia City,: 136, 137  hasta Gold Hill (donde se explotó la primera mina de la veta Comstock), pasando por los molinos situados junto al río, y terminando en la capital del estado, Carson City.: 13  Una vez terminada, esta ruta cubriría 21 millas, descendería 1575 pies (480 m) de desnivel y tendría tantas curvas como para formar 17 círculos completos en las trece millas y media desde el río hasta la ciudad de Virginia.: 137  Los trabajos de explanación comenzaron el 18 de febrero de 1869, a dos millas de Gold Hill, en American Flats. Había siete túneles en la línea que requirieron de 2 a 5 meses cada uno para ser perforados y se tuvo que construir un puente de caballetes de madera de 85 pies (26 m) de altura y 500 pies (150 m) de longitud sobre el barranco de Crown Point. La primera traviesa fue colocada en una ceremonia oficial el 28 de septiembre de 1869 por el superintendente H. M. Yerington, y el primer tren entró en Virginia City el 29 de enero de 1870.: 138 
Bautizada Lyon,: 13  la Locomotora No.1 fue una de las tres máquinas de configuración 2-6-0 compradas a H.J. Booth por el ferrocarril en ciernes, junto con la Locomotora No.2, nombrada Ormsby: 14  y la No.3, denominada Storey.: 15  El ferrocarril realizó un pedido de cinco locomotoras, tres de HJ Booth y dos de Baldwin Locomotive Works de Filadelfia. Las tres primeras de las cinco locomotoras originales compradas recibieron nombres de condados de Nevada. Las dos últimas de las cinco fueron construidas por Baldwin: la Locomotoara No.4, nombrada Virginia y la Locomotora No.5, bautizada Carson, que llevan los nombres de las respectivas ciudades. Las locomotoras Booth y Baldwin se desmontaron en Reno en una vía muerta del Central Pacific para ser transportadas en carros hasta el nuevo tendido ferroviario. Las máquinas "Lyon", "Ormsby" y "Storey" fueron transportadas a Carson a través del Washoe Valley y se volvieron a montar en los talleres. Las locomotoras "Virginia" y "Carson" fueron transportadas por la ruta Geiger desde Reno hasta Virginia City, donde se volvieron a montar. Tuvieron el honor de ser las primeras locomotoras en la ciudad de Virginia. La Lyon, la primera locomotora del V&T RR, fue también la máquina que arrastró el tren de trabajo que finalmente llegó a Virginia City el 28 de enero de 1870, completando la ruta inicialmente planeada.: 138  La línea se inauguró en su totalidad el 29 de enero, con el servicio regular disponible a partir del 1 de febrero de 1870.: 138, 154 
El 12 de noviembre de 1869, la Locomotora No.2, una H.J. Booth 2-6-0, remolcó el primer vagón de mercancías de la compañía entre Carson City y Gold Hill, una plataforma cargada con madera para la Crown Point Company. Este hito también estuvo marcado por la apertura del puente de caballetes de Crown Point Ravine y el primer cruce del tren de trabajo, remolcado por la Locomotora No.1 con cuatro unidades, seguida muy de cerca por la Locomotora No.2, con otras cuatro unidades (una transportando dinero). Se supone que entre la milla 12 y la 18, el ferrocarril habilitó derivaciones para dar servicio a las minas locales de Gold Hill, ya que sin la vía, no se podían cargar los vagones, y sin vagones, no era posible transportar nada, y el principal propósito del ferrocarril era transportar cargas (no se conservan referencias escritas a esta circunstancia). Sin embargo, sí se sabe que el 18 de noviembre de 1869, la Locomotora No.1 arrastró el primer tren cargado de mineral desde la mina Yellow Jacket. Para el 21 de diciembre, los trenes regulares programados hacían el recorrido entre Gold Hill y Carson City, transportando la madera hasta la colina y el mineral de regreso a los molinos.: 138 
El primer lote de mineral de la mina de Yellow Jacket y, de hecho, de la cornisa de Comstock, pero transportado mediante el ferrocarril, fue enviado ayer a la fábrica de Yellow Jacket, en el río Carson. Había siete vagones de carga, cada uno con aproximadamente ocho toneladas y media de carga, no muy lejos de 60 toneladas. Partió desde el nivel de 700 pies de la antigua mina del norte, y se descargó directamente en los vagones, pasando el ferrocarril a unos pocos pies del pozo. Es mineral de baja ley, con un valor de 26 o 28 dólares por tonelada, y rendirá no muy lejos de 17 dólares por tonelada. Es el mineral que hasta ahora se consideraba demasiado pobre para procesarse y, en consecuencia, se utilizaba para rellenar oquedades en las minas. El ferrocarril ahora ofrece por primera vez la oportunidad de trabajar este mineral de baja ley de manera rentable. - Gold Hill Daily News, el primer envío de mineral - 19 de noviembre de 1869.
En la edición anterior del Gold Hill Daily News, se informaba de que el mineral de baja ley estaba valorado entre 26 y 28 dólares por tonelada. También se decía que (después de los costos de transporte y molienda, 'rendimiento neto') el resultado sería de alrededor de 17 dólares por tonelada de retorno para la mina. Las tasas de molienda eran de alrededor de 7 dólares por tonelada. Basado en un promedio de 27 dólares por tonelada de mineral de baja ley, esto dejaba un costo de transporte de 3 dólares por tonelada. Esa tonelada de mineral podría pagar los salarios de 3 mineros con experiencia y un carpintero por un día. Así que permite usar su mineral de baja ley para pagar los gastos y obtener los beneficios de la alta calificación de los operarios. Con la llegada del ferrocarril, se produjo una reducción de casi la mitad de las tarifas de transporte para la madera,: 154  y el ferrocarril tendría más materiales para transportar, por lo que la actividad minera aumentaría, creando más negocio para el ferrocarril. La idea de Sharon del transporte de bajo costo dio sus frutos.
La construcción del ferrocarril costó 1.750.000 dólares, sin incluir el costo del material rodante ni de los edificios.: 14  El V&T operaba de 30 a 45 trenes por día a la altura de la Gran Bonanza desde Carson a Virginia City y Gold Hill. Todavía principalmente como un ferrocarril de carga, contaba con 22 locomotoras y 361 vagones de carga en uso en el auge de las operaciones del "Virginia and Truckee" (1876 y 1877), que transportaban más de 400.000 toneladas de carga por mes.: 14  Esto contrastaba con tan solo 10 coches de pasajeros.: 23 

### Expansión y prosperidad

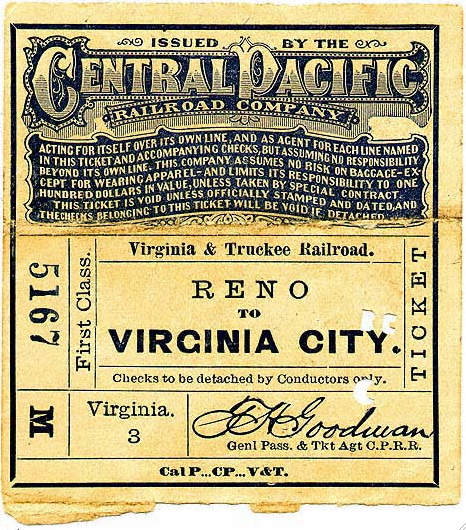
Billete para circular desde Reno a Virginia City, 1878

A finales de 1871, se inició una extensión de la línea hasta Reno, para conectar la línea V&T con el Central Pacific. Esto permitiría el servicio de trenes entre Virginia City y San Francisco.: 12  La construcción comenzó con la instalación de la vía en el extremo de Reno.: 101  El primer tren recorrió el tramo entero desde Virginia City hasta Reno el 24 de agosto de 1872,: 11  impulsado por la máquina más nueva por entonces de la compañía, la Locomotora No.11, "Reno".: 14  Este hito marcó la finalización del ferrocarril de Virginia y Truckee. En 1875, la compañía obtenía una ganancia de más de 100.000 dólares por mes y comenzó a pagar dividendos anuales de 360.000 dólares (o 30.000 dólares al mes) a los inversores.: 157 

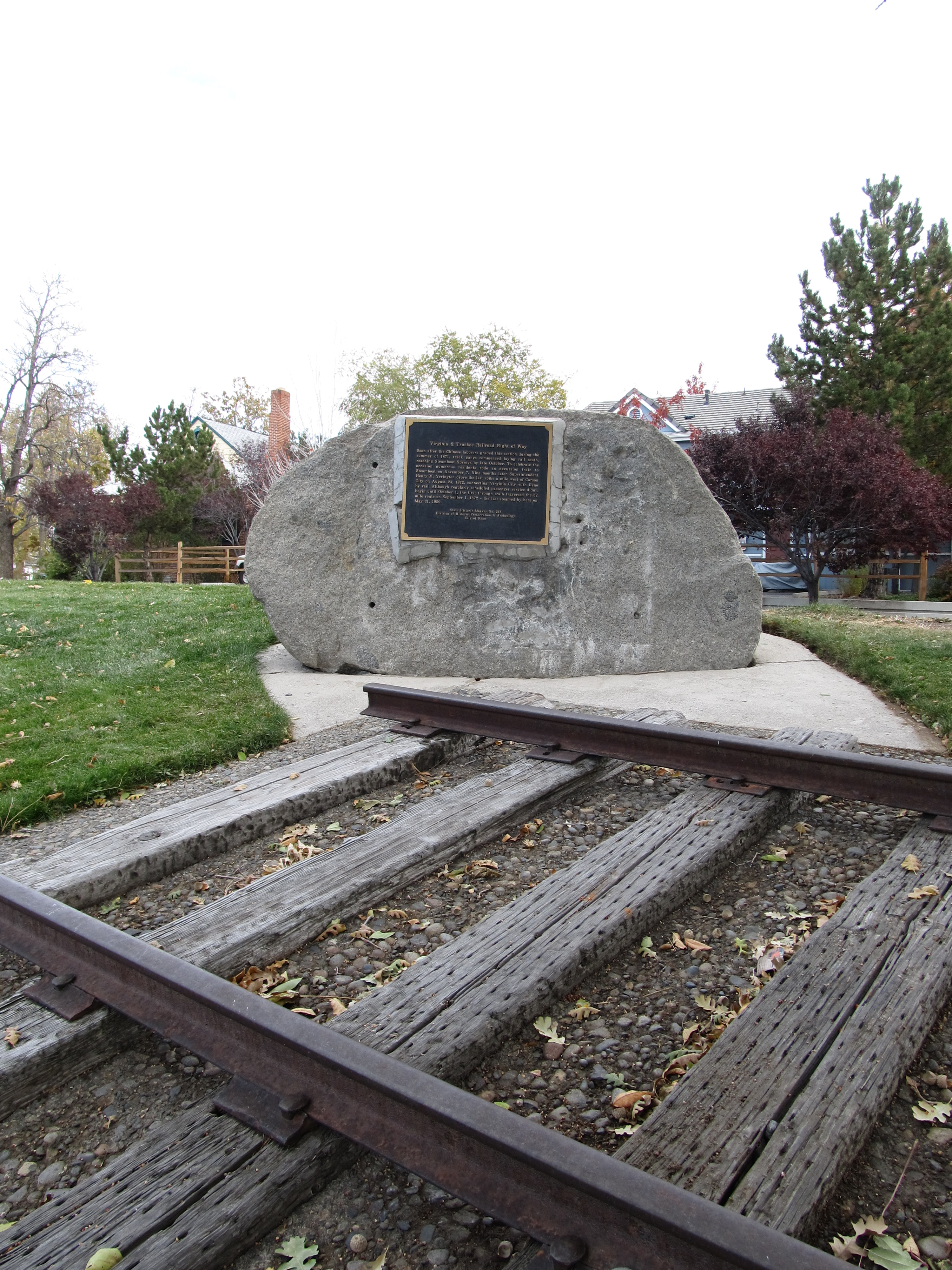
Hito delimitador no. 248 del "Virginia & Truckee Railroad", en Reno. La plataforma se construyó en 1871 y estuvo en uso hasta 1950.

En 1880, el V&T construyó un ferrocarril de vía estrecha (de 3 pies, 914 mm), el Carson and Colorado Railway (C&C), que cubría el trayecto entre Mound House, justo al este de Carson City, y su extremo sur hacia California. Presuntamente debía continuar hacia el río Colorado, donde se estaban realizando nuevas reclamaciones mineras. Sin embargo, estos derechos se cancelaron, y en 1891 esta zona había quedado casi olvidada, y el ferrocarril nunca llegó hasta allí.: 23  Subsidiaria de la compañía V&T, la C&C (conocida como la "princesa delgada", en referencia a la "reina", su compañía madre) se vendió a la Southern Pacific en 1900. Las palabras de Ogden Mills: "O construimos esta línea 300 millas demasiado corta o 300 años demasiado pronto", reflejaban la actitud de los directivos del V&T hacia el ferrocarril C&C.
Sin embargo, poco después de la venta de C&C, se descubrió plata en Tonopah (Nevada). El C&C se volvió así un negocio próspero para el Pacific South (al igual que el V&T, con un acceso ferroviario intermedio), y los trenes de carga (desde 1905 gestionados por el Tonopah and Goldfield Railroad) recorrían cientos de millas a través del desierto para alcanzar la línea de vía estrecha, y luego de vuelta hasta enlazar con la V&T en el cruce de Mound House.: 23  Debido a los distintos anchos de vía del "Carson and Colorado" y del "Virginia and Truckee", el mineral de Tonopah tenía que ser descargado a mano desde los vagones de vía estrecha a los vagones de ancho estándar en la terminal norte del C&C, causando una gran acumulación de vagones que esperaban el trasvase de la carga. Este problema también se hizo evidente en el suministro de equipos y materiales de minería a las minas y al pueblo de Tonopah, que estaba en pleno auge de su construcción. A los agentes del Southern Pacific no les satisfacía esta situación, por lo que en 1904 el C&C se transformó al ancho estándar entre Moundhouse y la localidad de Mina, pasando a llamarse "Nevada & California Railroad".: 23  Además, el "Southern Pacific" (controlado entonces por el Union Pacific) se ofreció a comprar el "Virginia & Truckee", pero los directivos de esta última compañía fijaron un precio demasiado alto (según el presidente de "Union Pacific", Harriman). En su lugar, el "Southern Pacific" construyó su propia línea desde la intersección más cercana disponible hasta enlazar con la antigua C&C. El nuevo tramo de la línea de 28 millas (44.8 km) de longitud enlazaba Hazen con Fort Churchill, dando continuidad a sus propias líneas principales, y por lo tanto, evitando al V&T por completo.: 23 
En 1904, la corporación cambió su nombre a "Virginia y Truckee Railway".: 24  Para satisfacer la demanda generada por las actividades agrícolas y ganaderas, el V&T construyó en 1906 una pequeña derivación hacia Minden, Nevada, aproximadamente unas 26 millas al sur de Carson City. Este ramal generó un aumento del tráfico de mercancías, por lo que el V&T compró tres nuevas locomotoras Baldwin de diez ruedas, seriadas con los números 25, 26 y 27, en 1905, 1907 y 1913 respectivamente.: 24 

### Disminución del tráfico y decadencia del ferrocarril
El declive del Virginia and Truckee comenzó a principios de 1924, el primer año en que el ferrocarril no había logrado obtener beneficios.: 27  Los ingresos de la minería se habían reducido a niveles muy bajos, aunque la línea de Minden todavía era rentable. Por otro lado, el tráfico de pasajeros se reducía constantemente, debido al mayor uso del automóvil gracias al sistema de autopistas en constante expansión en los Estados Unidos.: 27 
El único propietario del ferrocarril en 1933 era Ogden Livingston Mills, nieto del cofundador original Darius Ogden Mills.: 31  Asumió personalmente el déficit en los costes operativos del ferrocarril como un guiño al pasado y a la participación de su familia en los primeros días de la ciudad de Virginia.: 31  En 1938, un año después de la muerte de Mills, el ferrocarril entró en quiebra, y su administración comenzó a hacer planes para el cese de sus operaciones,: 31  con la sucursal de Virginia City que ya había sido desmantelada durante ese año. En el momento del cierre del ferrocarril, solo tenía cuatro locomotoras operando, la segunda No. 25 (2-8-0 construido por ALCO en 1925), así como la número 26 y la 27 (ambas 4-6-0 construidas por Baldwin en 1907 y 1913 respectivamente). La Locomotora No.26 iba a ser la encargada de transportar el último tren, pero después de hacer su recorrido el 1 de mayo de 1950 se incendió en las cocheras, por lo que hubo de restaurarse la No.27 para la ocasión, que remolcó el último tren del "Virginia & Truckee" el 30 de mayo de 1950.
Lucius Beebe, un destacado historiador del ferrocarril, se estableció en Virginia City, y con el fotógrafo Charles Clegg, contribuyó a revitalizar la ciudad y el interés por el ferrocarril, escribiendo una serie de libros sobre el "Virginia & Truckee", así como sobre otros ferrocarriles de vía estrecha, como el Carson and Colorado Railroad, el Denver and Rio Grande Railroad o el Rio Grande Southern Railway, (véase la bibliografía).

## Equipamiento histórico
Las locomotoras y otros equipos del "Virginia & Truckee" aparecieron en numerosas películas del oeste, ya que la compañía todavía operaba con equipos obsoletos hasta bien entrada la "era del cine". Muchas de estas piezas han sido restauradas, y actualmente están en exhibición en museos de todo el país. Además, una réplica a escala 5/8 de la locomotora V&T, Reno, ha estado funcionando en el Washington Park and Zoo Railway desde 1959.
El 18 de abril de 2018, el "Nevada State Railroad Museum" cambió la Locomotora No.18 "Dayton" por la No.27, cedida al Centro Histórico de Comstock, y la Dayton se llevó a Carson City, a la espera del regreso de la tracción con vapor.
| N.º                | Nombre                                               | Tipo  | Constructor           | Código/Serie | Año construcción | NRHP Ref. # | Notas                                                   |
| ------------------ | ---------------------------------------------------- | ----- | --------------------- | ------------ | ---------------- | ----------- | ------------------------------------------------------- |
| 1                  | Lyon                                                 | 2-6-0 | H.J. Booth            | 11 (orig.)   | 1869 (orig.)     | -           | Copia construida en Mason City (Iowa).                  |
| 11                 | Reno                                                 | 4-4-0 | Baldwin               | 2816         | 1872             | -           | Exhibida en los Old Tucson Studios                      |
| 12                 | Genoa                                                | 4-4-0 | Baldwin               | 3090         | 1873             | -           | Exhibida en el California State Railroad Museum         |
| 13                 | Empire                                               | 2-6-0 | Baldwin               | 3091         | 1873             | -           | Exhibida en el California State Railroad Museum         |
| 18                 | Dayton                                               | 4-4-0 | CP's Sacramento shops | Sac 6        | 1873             | 73002245    | Exhibida en el Nevada State Railroad Museum.            |
| 20                 | Tahoe                                                | 2-6-0 | Baldwin               | 3687         | 1875             | -           | Exhibida en el Railroad Museum of Pennsylvania.         |
| 21                 | J.W.Bowker                                           | 2-4-0 | Baldwin               | 3689         | 1875             | -           | Exhibida en el California State Railroad Museum.        |
| 22                 | Inyo                                                 | 4-4-0 | Baldwin               | 3693         | 1875             | 73002245    | Operativa, exhibida con la reconstrucción de la V&T 26  |
| 25+3=28 (2nd:28=4) | The Spirit of The Return of The Western Pacific 506! | 4-6-0 | Baldwin               | 25016        | 1905             | -           | Operativa en el Nevada State Railroad Museum.           |
| 27                 | The Return of The V&T 26! as The 28!                 | 4-6-0 | Baldwin               | 39453        | 1913             | 04001198    | Exhibida en el Comstock History Center de Virginia City |

### Otras designaciones históricas
- Registro Nacional de Lugares Históricos # NPS–77001508—Virginia and Truckee Railroad Shops
- Registro Nacional de Lugares Históricos # 98001208 Virginia and Truckee Railroad Depot - Carson City
- Hito Histórico Nacional # NPS–05000968—Virginia and Truckee Railway Motor Car 22

## Restauración de la línea

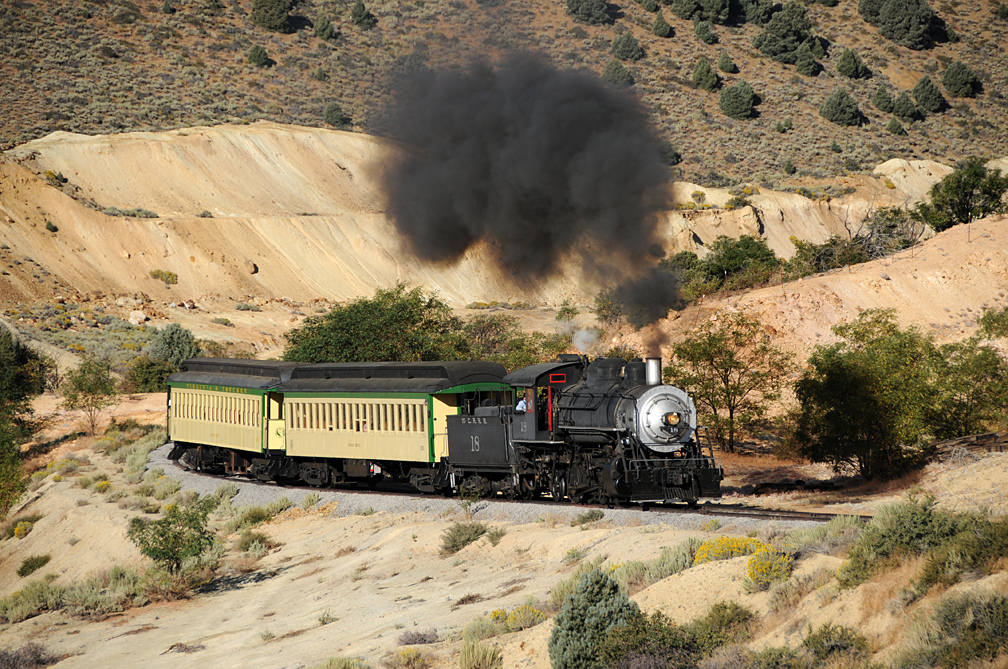
Tren operando en la línea restaurada

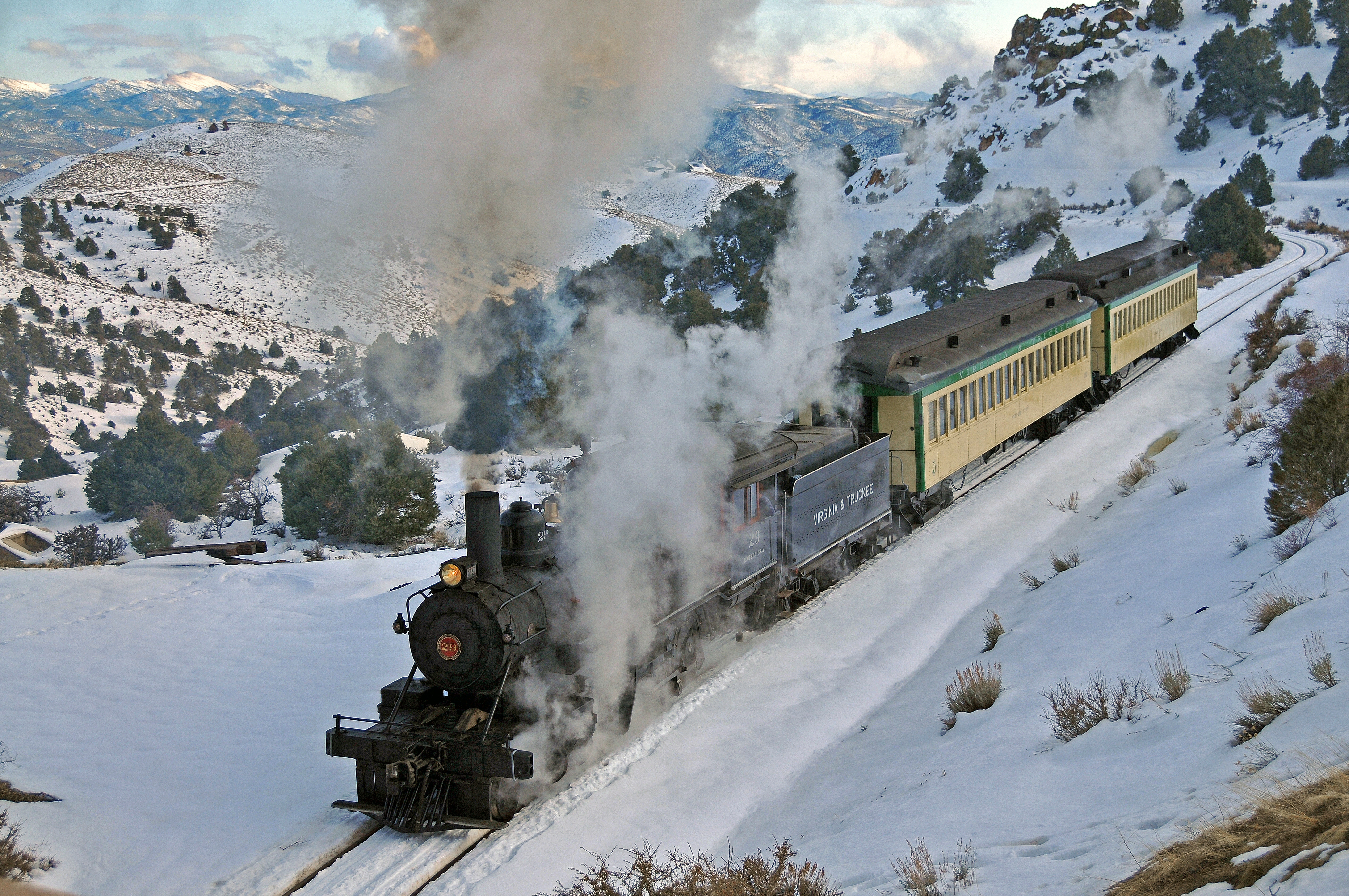
Excursión invernal, afueras al sur de Virginia City (marzo de 2010)

En 1972, Robert C. Gray, uno de los pasajeros del último tren a Virginia City en 1938, inició la reconstrucción del V&T como una línea turística. Después de obtener la aprobación del condado de Storey, la rehabilitación de la línea comenzó desde la calle F hasta la boca este del Túnel #4. La primera temporada operativa del ferrocarril fue 1976, utilizando la antigua Locomotora "Dardanelle & Russellville" #8 (renumerada como #28 para continuar con la antigua serie de numeración del V&T), dos góndolas abiertas y el Furgón #10 del V&T original. El material rodante se había alquilado a "Short Line Enterprises", pero era demasiado caro renovar el contrato, por lo que se devolvió al final de la temporada de 1976. La Locomotora #28 y el Furgón #10 fueron llevados al Museo del Ferrocarril del Estado de Nevada, donde se le devolvió su antiguo número a la D&R. También se adquirió un vagón combinado del "Northwestern Pacific", que pasó a ser el #25 (también para continuar con la antigua serie de numeración del V&T).
Durante la temporada de 1977, el ferrocarril se tuvo que sobreponer al problema de la escasa potencia motriz de la locomotora. La única máquina disponible era la antigua locomotora "Pacific Portland Cement Company" #3, una Porter 0-4-0T que era muy pequeña, carecía de potencia de tracción (solo podía tirar de un coche a la vez) y producía mucho humo, por lo que tuvo que añadidirse una extensión a la chimenea. Fue también alrededor de esta época cuando el ferrocarril adquirió tres antiguas unidades originalmemte propiedad del Western Pacific, que se encontraban estacionadas en un apartadero en Reno (dos vagones y un furgón de cola). Uno de los vagones de caja se convirtió en un coche descubierto y recibió el número 55, el furgón de cola se modificó para el servicio de pasajeros y se le asignó el número 50, y el segundo vagón de caja se convirtió en un vagón de túnel, lo que resultó muy útil para reabrir el Túnel #4. El coche con el número 54 también se usó en el servicio de pasajeros hasta 2001.
Durante la temporada de 1977, Bob Gray ganó una subasta de material del Longview, Portland and Northern Railway, adquiriendo una Baldwin 2-8-0 #680. La locomotora fue transportada en un camión a la ciudad de Virginia y llegó a salvo (después de muchos neumáticos reventados y tener que colarse por Washoe debido a que los camiones estaban prohibidos en la ciudad los fines de semana). La locomotora estaba en buenas condiciones y remolcó un tren chárter mientras aún llevaba su antigua identidad. Un mes después, la locomotora pasó a ser la #29.
El trabajo para reabrir el Túnel #4 continuó hasta que finalmente se reabrió a fines de los años ochenta. Las labores habían comenzado en el Túnel #3 (que tenía un historial de inestabilidad hasta el punto de que los coches de pasajeros normales ya no cabían cuando los últimos trenes regulares en 1938). Un desprendimiento acabó de enterrar el túnel. Se construyó un rodeo alrededor del túnel, con un radio reducido pero suficiente para no afectar al paso de las locomotoras, con unas vistas fantásticas del valle. Los guías que informan del viaje a menudo indicaban erróneamente que el túnel había colapsado en 1938, dato posteriormente corregido.
En 1984, el ferrocarril adquirió una antigua locomotora 0-6-0 original al Southern Pacific (la #1251) de un parque en Stockton, California. Debió construirse una vía a través del parque para poder llevar la locomotora hasta un camión. Cuando llegó a la ciudad de Virginia, se le dio de forma provisional el número 30, pero se desmanteló parcialmente, y con posterioridad los trabajos de restauración se retrasaron debido a la falta de fondos.
La década de 1980 también fue testigo de la adición de la Locomotora #8 de la "Feather River Short Line", una Baldwin 2-6-2. de 1907. La locomotora llegó en condiciones operables y se usó alternativamente con el #29. Durante su carrera en el V&T, su número y letras nunca se cambiaron.
La línea fue reabierta hasta Gold Hill en 1991, inaugurada por una doble composición con las máquinas #29 y #8. El servicio regular entre las dos estaciones comenzó poco después.
Para el año 2001, la número 29 y la número 8 estaban fuera de servicio por necesidades de trabajo, así como por el cumplimiento de las nuevas regulaciones de calderas de la Administración Federal de Ferrocarriles (descritas en la CFR 49 Parte 230). Después de la temporada 2001, ambas locomotoras fueron precintadas por el FRA y quedaron fuera de servicio. No había otras locomotoras de vapor disponibles, por lo que, por primera vez en la historia del V&T, se utilizó una locomotora diésel. Para la temporada 2002, el ferrocarril arrendó la ex Quincy Railroad #3, una máquina de maniobras GE de 44 toneladas, del Portola Railroad Museum (ahora Museo del Ferrocarril del Pacífico Occidental) en Portola (California). En 2003, se utilizó otra locomotora GE pintada en el amarillo y verde del V&T, numerada D-2 (no relacionada con la D-2 actual). La configuración de esta locomotora es actualmente desconocida.
Para la temporada 2004, se adquirió una máquina diésel para usarse de forma permanente, una GE de 80-toneladas seriada por el Ejército con el número 1694. Se repintó en el mismo esquema de colores que la primera D-2 y se le dio el número D-1. La locomotora sirvió como el pilar principal de la flota mientras que la #29 y la #8 estuvieron fuera de servicio. La máquina #8 nunca volvió a funcionar con el V&T debido a una disputa legal con la Sociedad Histórica de Gold Hill, los verdaderos dueños de la locomotora.
Ya en 1993, el estado de Nevada había expresado su interés en reconstruir la ruta más allá de Gold Hill. El estado estableció una comisión para reparar la línea, conocida como la Comisión de Nevada para la Reconstrucción del Ferrocarril V&T.
En 2005, la Comisión adquirió una Baldwin 2-8-2 de 1914 del McCloud Railway. La locomotora, la #18, es propiedad de la comisión, pero es operada por la asociación creada por Gray.
Los miembros de la Comisión celebraron una ceremonia del "tirafondo de plata" el 3 de enero de 2006 en Carson City para conmemorar la finalización de las dos millas de vía férrea cerca de Gold Hill. La construcción, terminada en septiembre de 2005, es parte de un esfuerzo por restaurar la línea principal de V&T desde Virginia City hasta Carson City. Posteriormente, Harry Reid, el líder de la minoría Demócrata del Senado, que contribuyó decisivamente a la obtención de 10 millones de dólares en fondos federales para el proyecto, y el Teniente Gobernador de Nevada, Lorraine Hunt, que obtuvo otro millón, ambos hablaron en la ceremonia. La finalización de la primera fase de la extensión vio al último tren del día aventurándose más allá de Gold Hill y hacia American Flats, sobre el gran terraplén del Overman Pit, cerca del Barranco de Crown Point. Sin embargo, esta práctica ha sido abandonada en los últimos años.
Se estima que la finalización de la línea de Gold Hill a Carson City costará más de 55 millones de dólares y se esperaba que la línea, que se abandonó originalmente en 1938, se completara y operara nuevamente en 2012. Sin embargo, a partir de 2018, los trenes solo llegan hasta la estación de Eastgate.
En junio de 2008, la locomotora #29 volvió a funcionar después de una revisión significativa.
El 14 de agosto de 2009, se realizó recorrido inaugural de Virginia City a Mound House (conocido como "Carson City Eastgate" en la documentación oficial) para las personalidades. Los días 15 y 16 se abrió la línea al público. Los fondos recaudados en estos recorridos se utilizaron para financiar las obras a través de Brunswick Canyon, y continuaron durante todo el otoño, todos los sábados, desde el 22 de agosto hasta el 31 de octubre. Utilizaron los trenes del V&T Railroad (como la locomotora de vapor #29) y no el del ferrocarril V&T (propiedad de la Comisión). El precio del billete se fijó en 48 dólares.
El ferrocarril continuó engrosando su colección, adquiriendo coches de pasajeros de los museos de la nación y de otros propietarios privados.
En mayo de 2010, se adquirió una máquina ALCO S-4 Diésel de Montana en óptimas condiciones. Se le dio el número D-2 (el número utilizado anteriormente para la locomotora utilizada en la temporada 2003).
El 24 de julio de 2010, la locomotora de vapor #18 se puso en servicio para recaudar fondos. La locomotora había regresado poco tiempo antes de Hollywood, apareciendo en la película "Water for Elephants".
En diciembre de 2010, un vagón de tren del CB&Q fue trasladado en camión a la ciudad de Virginia. Se había previsto su puesta en funcionamiento a tiempo para la temporada 2011, pero el proceso de restauración se prolongó un tiempo. El V&T había adquirido previamente un coche de viajeros en 1976, el número 50 Washoe Zephyr. Actualmente se encuentra en el Nevada State Railroad Museum con su decoración histórica.
La D-1 fue equipada con un raro silbato de aire Hancock 4700 para la temporada 2011, con un sonido más armónico que la estridente bocina Nathan. El silbato fue reconstruido por la Rizzoli Locomotive Works en Niles, California para la temporada 2014.
También en 2011, se construyó un tanque de agua permanente en el intercambiador del depósito de locomotoras.
A mediados de 2013, V&T adquirió el edificio de pasajeros original de 1870. Todas las operaciones de venta de entradas y tiendas de regalos pasaron del furgón No.25 (que había sido utilizado como oficina desde 1976) al edificio. Las vías también se extendieron ligeramente hacia el edificio, y se construyó una nueva área de espera con césped y bancos. Los viajes cortos pasaron a iniciarse y finalizarse en el edificio. Los viajes largos siguieron deteniéndose junto a la acera directamente, al lado de la calle F. Originalmente, las operaciones debían haberse trasladado al histórico almacén de carga en las calles E y Sutton, que vería la reapertura del Túnel #6. Este plan fue finalmente abandonado por ser demasiado caro.
En mayo de 2013, el ferrocarril adquirió una máquina de maniobras GE de 44 toneladas y tres coches de pasajeros del desaparecido Yuma Valley Railway. La locomotora diésel recibió el número D-3 y comenzó las pruebas preliminares en abril de 2016. La D-3 inició al servicio de pasajeros en junio de 2016 para sustituir a la D-1, que estaba fuera de servicio al comienzo de la temporada 2016 con un problema no especificado, antes de que ambas locomotoras comenzaran a alternarse. La D-3 estaba equipada con un silbato de aire Hancock 4700, similar al usado por la D-1, y fue repintada con el esquema de color del ferrocarril en julio de 2017. Los vehículos de pasajeros estaban en buenas condiciones. Dos de ellos se almacenaron en Scales Siding y el tercero, el auto de observación Jersey Lil, se utiliza como restaurante en el depósito de Virginia City.

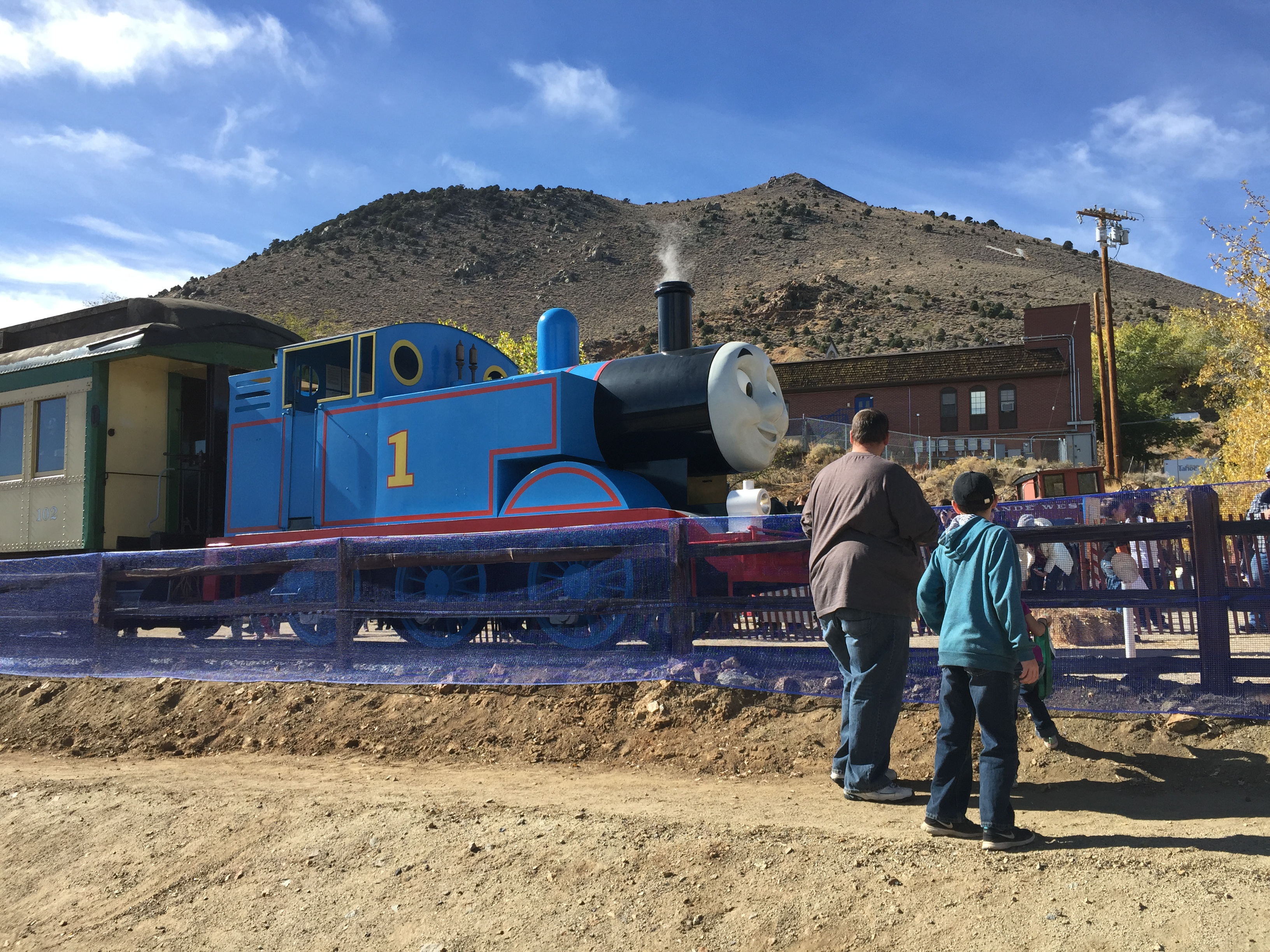
Réplica del Tren Thomas recorriendo la línea

El ferrocarril organizó su primer evento (Una Jornada con Thomas) el 24 de octubre de 2015, utilizando los tres coches Pullman y la locomotora D-2. El coche panorámico Ardelle Mae, varios de los furgones de propiedad privada y el coche panorámico del YVRR se utilizaron para crear un centro de actividades improvisado con artesanías y un encuentro con Sir Topham Hatt.
En noviembre de 2016, el ferrocarril adquirió una locomotora EMD SW1200 de Evraz, numerada 3540. La locomotora, renombrada como D-4, llegó en un estado operable y se repintó parcialmente con los colores del ferrocarril en diciembre de 2017.

## Equipo actual

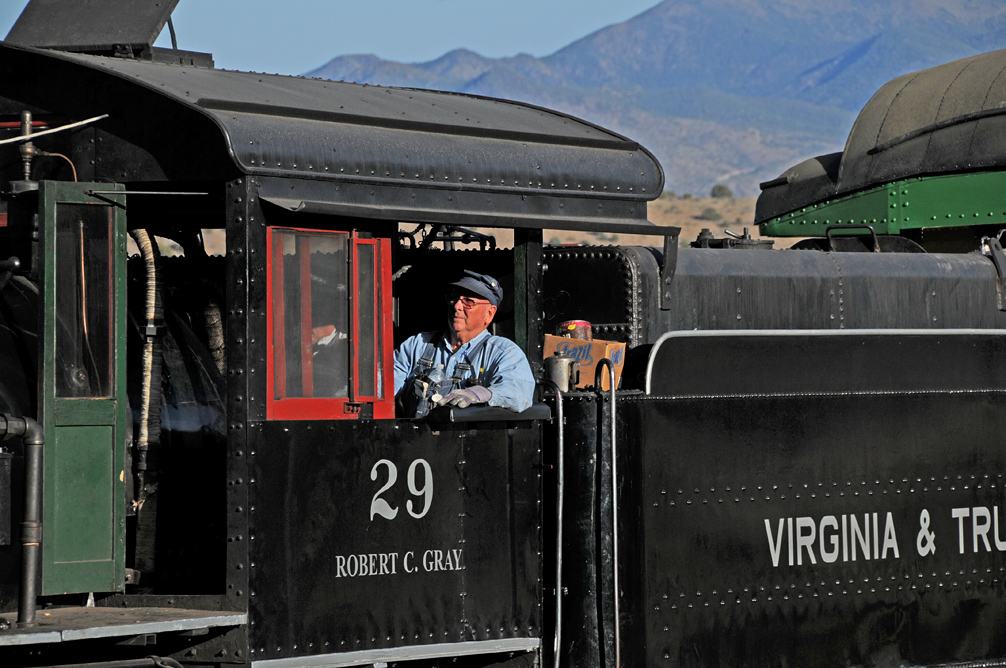
Máquina No. 29 del V&T (2009)

La siguiente es una lista de las locomotoras que actualmente son propiedad del renacido ferrocarril "Virginia & Truckee".

### Locomotoras de vapor
- No. 18: Ex-McCloud River Railroad No. 18. Baldwin 2-8-2 construida en octubre de 1914. Arrendada por la comisión al ferrocarril V&T. Inoperable por una inspección durante 1472 días, según lo exige la FRA; programada para volver a funcionar en 2019. La locomotora todavía usa su antiguo número y letras de McCloud.
- No. 29: Ex-Longview, Portland and Northern Railway No. 680. Baldwin 2-8-0 construida en octubre de 1916. Adquirida por V&T en 1977. Restaurada 2001–08. Llamada "Robert C. Gray". Operable.
- No. 30: Ex-Southern Pacific No. 1251. Construida en SP Sacramento Shops en noviembre de 1919. Expuesta en Stockton (California) de 1957 a 1984. Llegó a Virginia City en julio de 1984. Inoperable y parcialmente desmantelada. Almacenada en la casa de máquinas de Virginia City a la espera de fondos para ser restaurada. Tender almacenado en Donavan Siding para la extinción de incendios.
- No. 8: Ex-Feather River Short Line No.8, originalmente Hobart Southern. Almacenada en Mound House, sin planes para regresar al servicio en un futuro inmediato debido a problemas legales. Baldwin 2-6-2 construida en 1907. Actualmente es propiedad de la Sociedad Histórica de Gold Hill. Caldeada para producir vapor el Memorial Day de 2012.[25]

### Locomotoras diésel
- No. D-1: Ex-Ejército de los Estados Unidos No. 1694. Máquina de maniobras General Electric 80-ton construida en 1953. Llegó en 2003. Operable y en servicio diario. Anteriormente equipada con una bocina Nathan K3LA, reemplazada por un silbato Hancock air whistle.
- No. D-2: Ex-PPL Montana No. 101. ALCO S-4 construida en 1951. Llegó en mayo de 2010. Operable.
- No. D-3: Ex-Yuma Valley Railway No. 3; originalmente USMC. Máquina de maniobras GE 44-ton construida en 1943. Llegó en mayo de 2013. Operable y en servicio diario. Repintada con los colores de V&T en julio de 2017.[26]
- No. D-4: Ex-Evraz No. 3540, no BNSF 3540, BN 205, NP 146. EMD SW1200; construida en 1957. Adquirida en noviembre de 2016. Operable.
- El ferrocarril también posee una segunda máquina de 44 toneladas, adquirida en 2018 para obtener repuestos. No hay información disponible sobre esta locomotora.

### Automotores
- No. M-1: Ex-Chicago, Burlington and Quincy Railroad No. 507, posteriormente No. 9507. Construido por Edwards Rail Car Company en 1926. Llegó en diciembre de 2010. Inoperable debido a su ancho de vía; utilizado como carpintería.

### Coches de pasajeros
- No. 25: Coche Combinado. Ex-San Francisco and North Pacific Railroad No. 37, más tarde Northwestern Pacific Railroad No. 37. Llegó en 1975. Se utilizó como oficina de los billetes del Virginia City de 1976 a 2013. Construido en 1888 por Harlan & Hollingsworth.
- No. 50: Furgón panorámico Ex-Western Pacific Railroad. Construido en 1916. Entró en servicio en 1977. Se usa a diario.
- No. 55: Ex-WP Box Car. Convertido en una góndola al aire libre. Construido en 1916. Entró en servicio en 1977. Se usa a diario.
- No. 54: Ex-WP Box Car. Adaptado para trabajar en los túneles, pero capaz de transportar pasajeros. Posiblemente se construyó en 1916. Se utilizó por última vez en el servicio de pasajeros en 2001. Sin embargo, todavía se usa en los trenes del Día del Trabajo y de la Guerra Civil, así como en los trenes de trabajo. Útil.
- Núm. 100: Ex-Bangor & Aroostook coche salón Núm. 100. Nombrado "Ardelle Mae", extraoficialmente "Reno". Construido en 1907 por American Car and Foundry Company. Utilizado para eventos especiales.
- No. 101: Ex-Delaware, Lackawanna and Western Railroad. Construido por Pullman Company en 1914. Nombrado "Gold Hill". Llegó en julio de 2008 y entró en servicio en mayo de 2009. En servicio.
- No. 102: Ex-DL & W. Construido en 1914 por Pullman. Llamado "Silver City". Entró en servicio en mayo de 2009. Restauración pendiente.
- No. 103: Ex-DL & W. Construido por Pullman en 1917. Nombrado "Carson City". Entró en servicio en septiembre de 2010. Restauración pendiente.
- No. 104: Ex SP # 1165. Construido en 1909 por Pullman. Procedente de Tehachapi, California. Utilizable; empleado como sala de trabajo.
- El V&T también posee varios coches de viajeros que actualmente están almacenados en el patio de Virginia City en un estado ruinoso. Uno de ellos era el coche privado del General Robert E. Lee, mientras que otro era el coche presidencial utilizado por el Gobierno de México.